# Tvärsjön, Lappland
Tvärsjön är en sjö i Vilhelmina kommun i Lappland och ingår i Ångermanälvens huvudavrinningsområde. Sjön har en area på 0,291 kvadratkilometer och ligger 499,3 meter över havet. Tvärsjön ligger i Skansnäsån Natura 2000-område. Sjön avvattnas av vattendraget Skansnäsån.

## Delavrinningsområde
Tvärsjön ingår i det delavrinningsområde (724414-151070) som SMHI kallar för Utloppet av Tvärsjön. Medelhöjden är 523 meter över havet och ytan är 2,15 kvadratkilometer. Räknas de 10 avrinningsområdena uppströms in blir den ackumulerade arean 79,23 kvadratkilometer. Skansnäsån som avvattnar avrinningsområdet har biflödesordning 4, vilket innebär att vattnet flödar genom totalt 4 vattendrag innan det når havet efter 399 kilometer. Avrinningsområdet består mestadels av skog (59 procent) och sankmarker (22 procent). Avrinningsområdet har 0,29 kvadratkilometer vattenytor vilket ger det en sjöprocent på 13,5 procent.